# Korean Air Lines

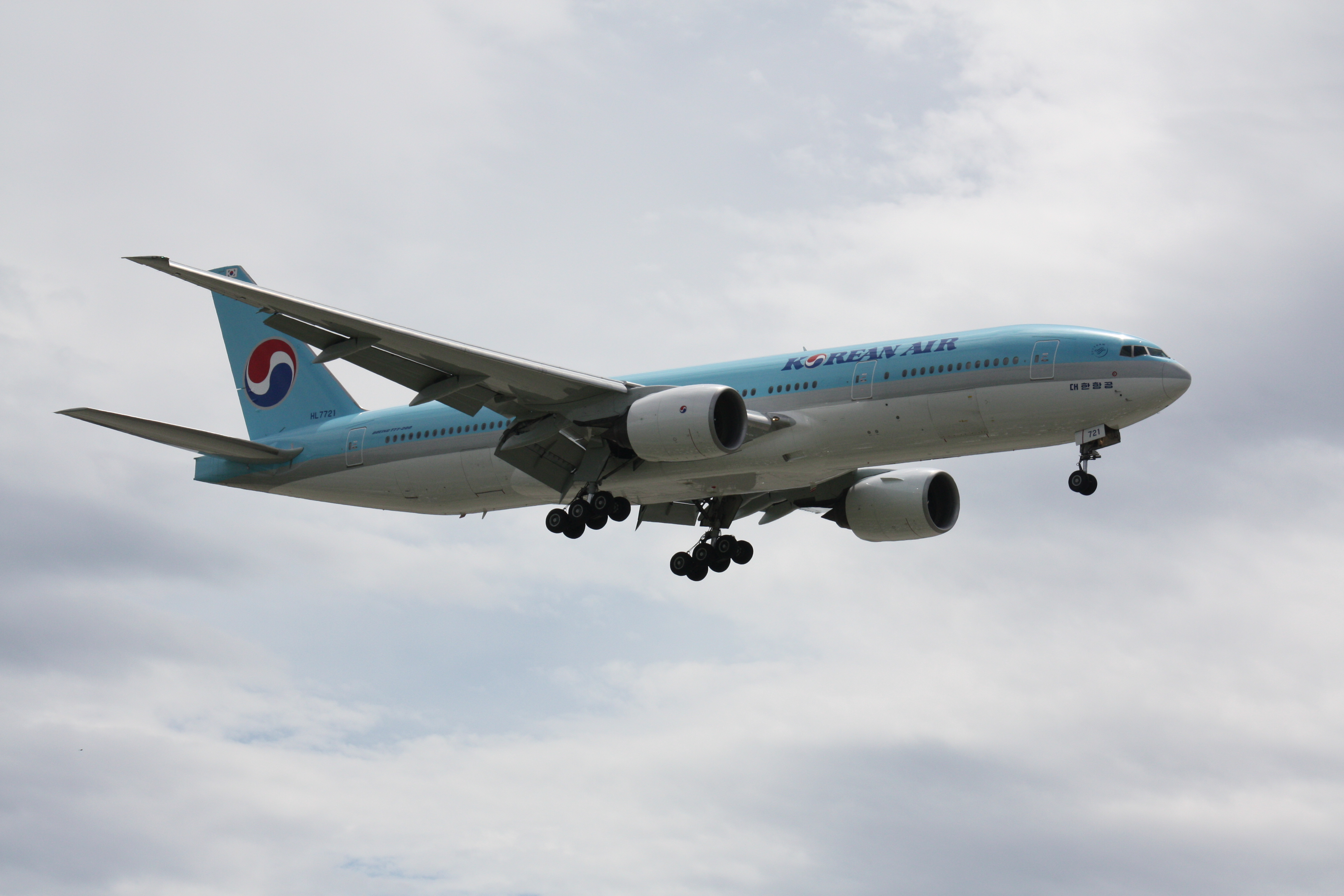
Boeing 777 de Korean Air

Korean Air Lines (codi IATA: KE; codi OACI: KAL) és l'aerolínia nacional de Corea del Sud, creada el 1962 com KAL. La companyia és membre fundadora de SkyTeam. El seu nom en coreà s'escriu en hangul: 대한 항공; en hanja : 大韓航空; en romanització revisada: Daehan Hanggong i segons l'antic sistema McCune-Reischauer: Taehan Hanggong.
Considerada entre les més destacades d'Àsia, opera connexions cap a Europa, Àfrica, Àsia, Oceania, Nord-amèrica i Sud Amèrica. El seu hub internacional és l'Aeroport Internacional d'Inchon i el seu hub domèstic és a l'Aeroport Internacional de Gimpo. L'empresa competeix per descomptat com a principal aerolínia del país amb Asiana Airlines, amb menor quantitat de flota.
L'empresa va començar el 1962 en reemplaçament de l'antiga aerolínia nacional del país amb destinacions a Hong Kong, Taiwan i Estats Units. Actualment és membre de l'aliança SkyTeam, ha vingut millorant la seva flota i serveis pel que ha guanyat diversos reconeixements internacionals per la seva excel·lència.